# Elektrownia Braniewo
Elektrownia Braniewo – zabytkowa elektrownia wodna na rzece Pasłęka, w województwie warmińsko-mazurskim w miejscowości Braniewo.

## Historia elektryfikacji Braniewa

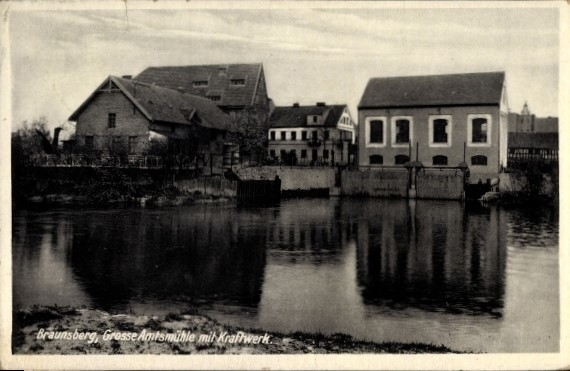
Elektrownia w latach 20. XX w.

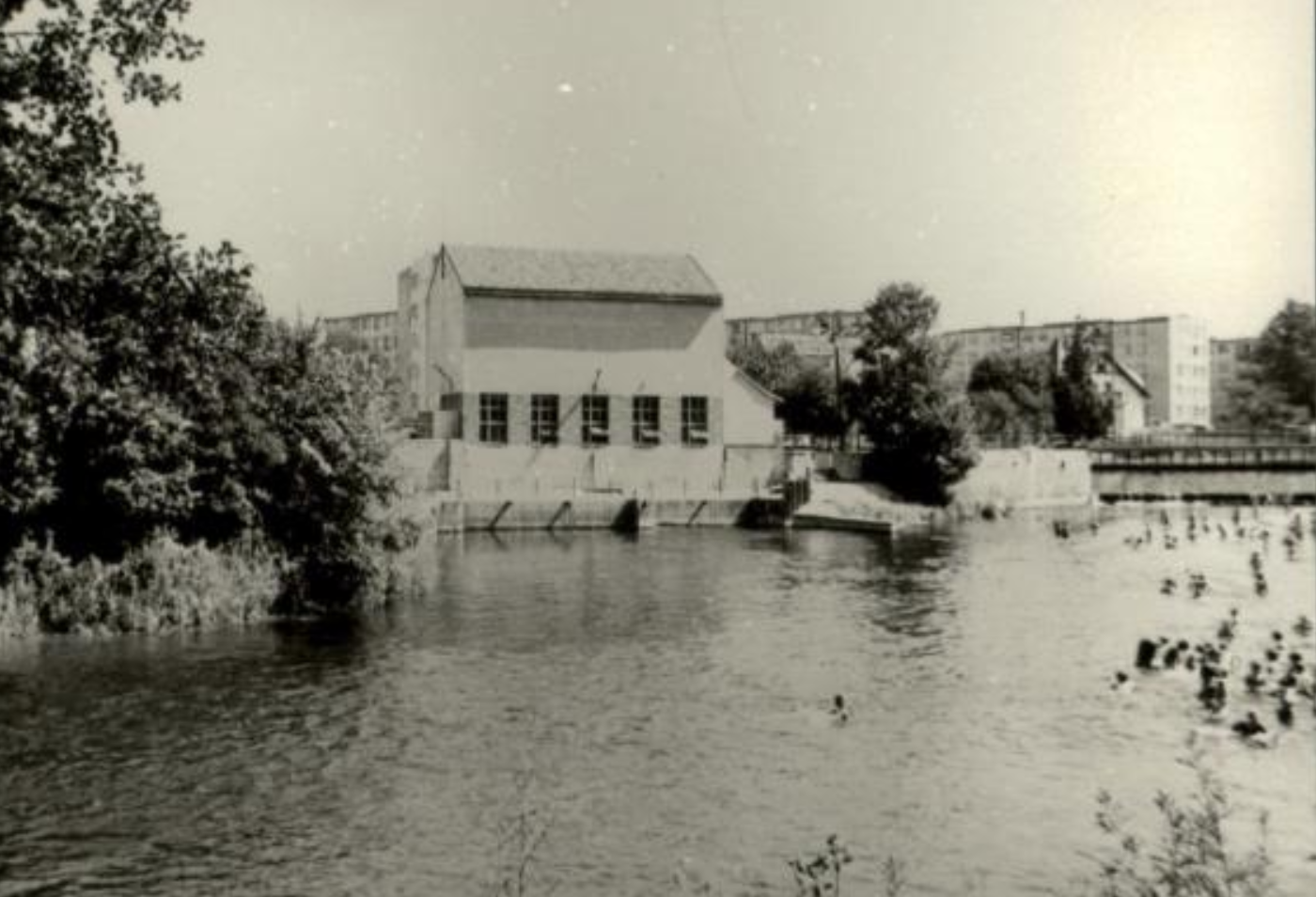
Kąpielisko naprzeciw elektrowni, 1989

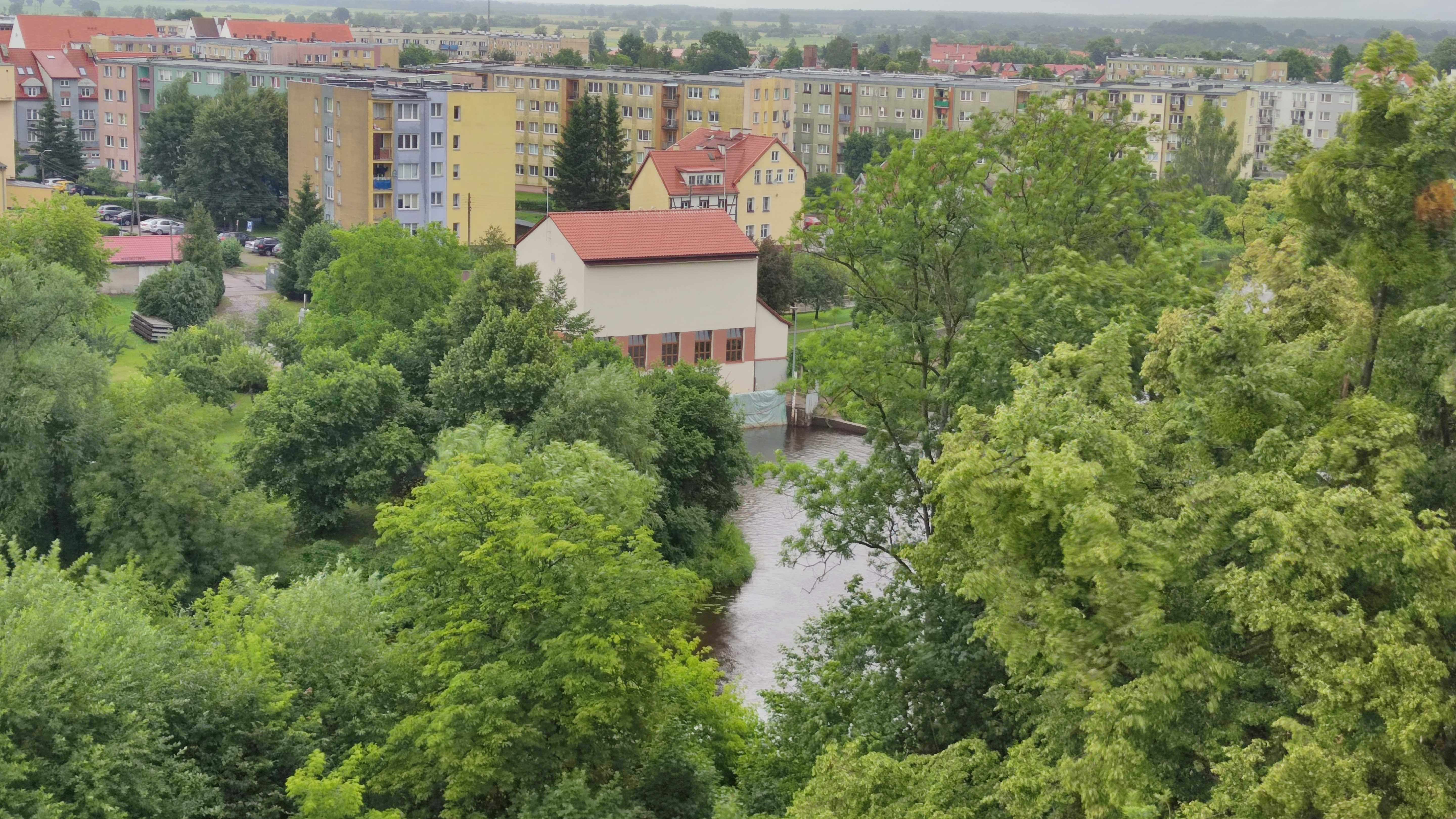
Widok z Wieży Bramnej

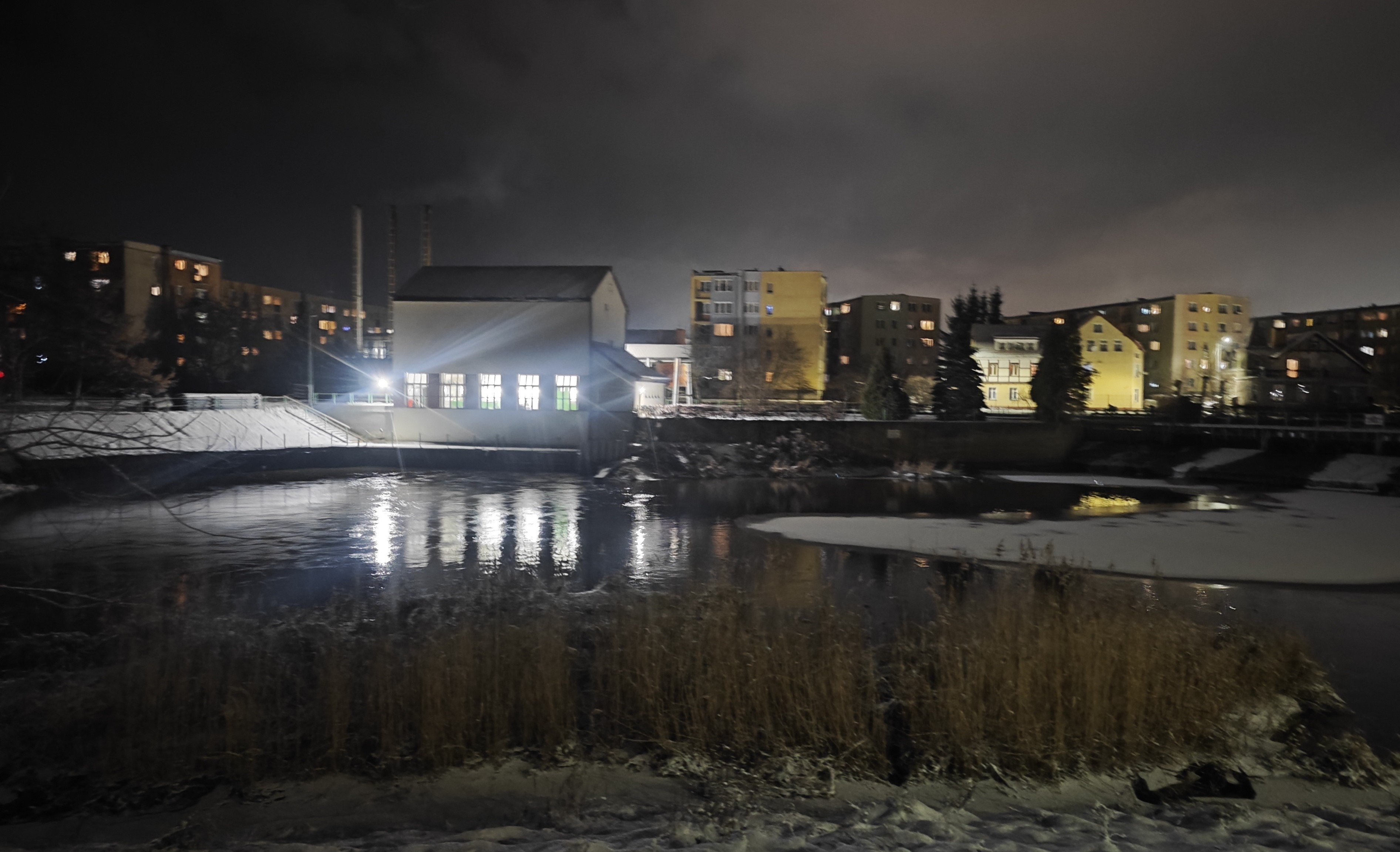
Elektrownia nocą

Powiat braniewski (Kreis Braunsberg) już w 1913 roku opracował plany elektryfikacji swoich 4 miast: Braniewa, Ornety, Pieniężna i Fromborka, 92 gmin wiejskich i 17 samodzielnych majątków. Prąd miała dostarczyć nowa elektrownia wodna na Pasłęce, którą w latach 1913–1916 wybudowano w pobliżu wsi Pierzchały. Uruchomiono ją już w 1917 roku, jednak dopiero po zakończeniu I wojny światowej powiat był w stanie rozpocząć budowę naziemnej sieci przesyłowej. Pomimo przegranej wojny i utrudnień wynikających z tego faktu, jeszcze w październiku 1918 zdołało doprowadzić prąd do okolicznych miejscowości, samo miasto Braniewo otrzymało prąd w listopadzie 1919 roku. Jednak wkrótce okazało się, że prądu nie wystarczy do zelektryfikowania całego powiatu.
Elektrownię wodną w Braniewie wybudowano w latach 1923–1924. Razem z elektrownią w Pierzchałach wchodziła w skład Okręgowej Elektrowni w Braniewie (Überlandzentrale des Kreises Braunsberg GmbH) zarządzanej przez inż. Carla Pudora, dyrektora Powiatowego Urzędu Budowlanego (Kreisbauamt) w Braniewie, który doprowadził do szybkiej rozbudowy sieci energetycznej. Do 1925 spółka wybudowała 750 km linii energetycznej i 150 stacji transformatorowych w powiecie. Pod koniec lat 20. ulice w Braniewie wzbogaciły się o słupy i linie energetyczne i telegraficzne, a nadto zostały oświetlone w nocy latarniami elektycznymi, zamiast gazowych. Wzorowe zarządzanie spółką przez inż. Pudora sprawiło, iż było to przedsiębiorstwo pozbawione długów, posiadające doskonale rozbudowaną infrastrukturę, a którego majątek szacowany był na ok. 2,5 mln marek. Poza tym był to dostawca prądu o najniższych stawkach w całych Niemczech.
Elektrownia wodna w Braniewie funkcjonowała niemalże do końca II wojny światowej, tj. do czasu zniszczenia jej wskutek działań wojennych w lutym 1945 roku. Braniewo do końca tegoż roku pozostało już bez prądu. Szczęśliwie elektrownia w pobliskich Pierzchałach nie uległa zniszczeniu w czasie działań wojennych i już jesienią 1945 wznowiła pracę, zasilając w energię elektryczną Elbląg i Malbork. Aby popłynął prąd do Braniewa, trzeba było odbudować linię przesyłową. Dokonano tego przy pomocy niemieckiej ludności miasta. 31 grudnia 1945 dotarła ponownie do Braniewa energia elektryczna.
Odbudowę elektrowni wodnej w Braniewie ze zniszczeń wojennych rozpoczęto dopiero w latach 50. XX w. Szczęśliwie w dobrym stanie zachowały się dwie wodne turbiny Francisa. Elektrownia została ponownie uruchomiona w sierpniu 1964 roku. W 2000 roku na jazie przy elektrowni wodnej wybudowano przepławkę dla ryb, która umożliwiła migrację ryb aż do zapory i elektrowni wodnej w Pierzchałach.
Do 31 grudnia 2030 roku koncesję (nr WEE/169/4499/W/1/2003/MW) na wytwarzanie energii elektrycznej w elektrowni wodnej „Elektrownia Braniewo” o łącznej mocy zainstalowanej 0,519 MW (1 x 0,375 MW, 1 x 0,144 MW) posiada Energa OZE S.A.
Elektrownia wodna jest wpisana do wojewódzkiej ewidencji zabytków pod numerem Z-79.

## Dane techniczne
1. Turbina:
- liczba turbin: 1
- typ: Francis
- firma: Schichau Elbing
- obroty/minutę:81
- układ konstrukcyjny: pionowa
- moc zainstalowana: 400 kW

2. Generator:
- typ: GAV-1968
- firma: Dolmel M5
- napięcie generatora: 0,4 kV
- napięcie wzbudzenia: 0,105 kV
- obroty/minutę: 81
- łączna moc zainstalowana 0,519 MW (1 x 0,375 MW, 1 x 0,144 MW)

## Ciekawostki

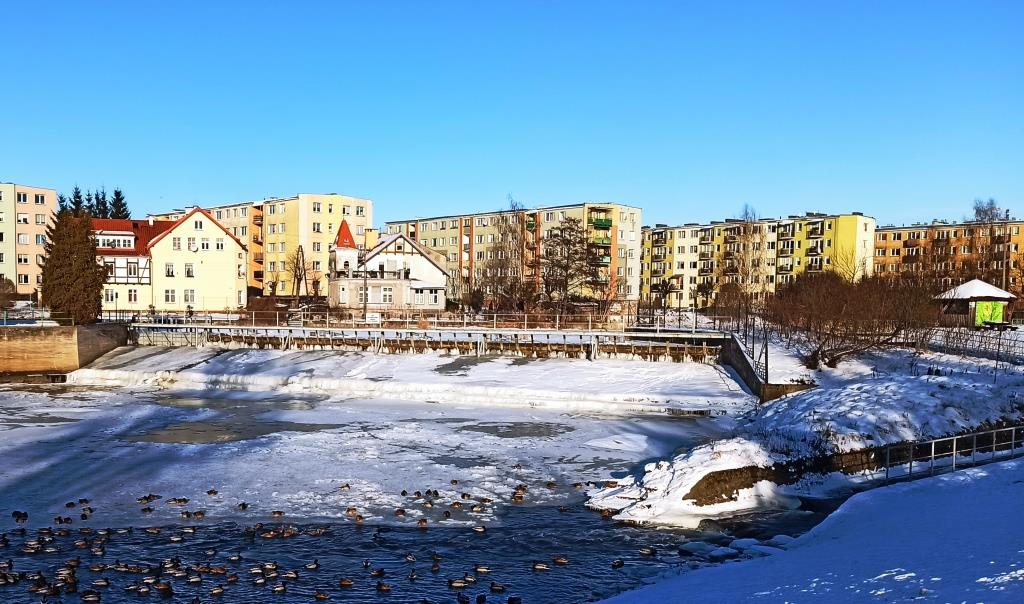
13 listopada 1857 uroczyście został otwarty istniejący do dziś jaz na Pasłęce

Początki budowy stopnia wodnego na rzece Pasłęce, z którego korzysta elektrownia, sięgają połowy XIX w. Wówczas to pochodzący właśnie z Braniewa kupiec i przedsiębiorca Ignatz Grunau za ok. 9 tys. talarów wybudował stały jaz na 143 stopy długi i 23½ stopy szeroki o konstrukcji betonowo- kamiennej w postaci progu przelewowego. W piątek 13 listopada 1857 roku przy pięknej pogodzie został poświęcony i uroczyście otwarty w obecności wszystkich budowniczych, przyjaciół i władz miejskich ten funkcjonujący do dziś jaz na Pasłęce. Pierwotnie, nim wybudowano elektrownię wodną, spiętrzał on tylko wodę do na potrzeby miejskiego młyna (Große Amtsmühle).